# El Capitán Veneno
El Capitán Veneno es una película en blanco y negro producción de España dirigida por Luis Marquina sobre el guion de Wenceslao Fernández Flórez y Luis Marquina que se estrenó en 1950. Basada en la novela honómina de Pedro Antonio de Alarcón que ya se había llevado al cine en Argentina en 1943 dirigida por Henri Martinent con los actores Luis Sandrini y Rosa Rosen. Dos años después vino una versión mexicana "El Capitán Malacara" (1945) dirigida por Carlos Orellana e interpretada por Pedro Armendariz y Manolita Saval.

## Sinopsis
Ambientada en 1848 durante el reinado de Isabel II, cuenta la historia del capitán Jorge de Córdoba, apodado "capitán veneno" por su carácter extremadamente conflictivo que le impide estar en paz con nadie. Soltero empedernido y manisfestando siempre su aversión hacia el sexo femenino, Don Jorge sufre gran humillación cuando es herido en una revuelta callejera y lo salvan la joven Angustias, su madre y su sirvienta. Debido a las heridas sufridas, el "capitán veneno" no tiene otra opción que pasar su convalecencia en ese hogar con tres mujeres lo cual provoca continuas explosiones de temperamento. Sin embargo, poco a poco, las cosas cambian cuando el severo militar es impactado por la tragedia interna de la familia y, por supuesto, acabará sucumbiendo a los encantos de la bella Angustias.

## Principales intérpretes
- Sara Montiel
- Fernando Fernán Gómez
- Amparo Martí
- Julia Caba Alba
- José Isbert
- Manolo Morán
- Trini Montero
- Julia Lajos
- Manuel Arbó

## Comentarios
- El ABC comentó sobre el filme:

”Filmado con gran despliegue, brinda numerosas ocasiones para el lucimiento de Sara Montiel.”

## Trivia
Para aprovechar la popularidad de Sara Montiel, la película fue trasferidad a formato anamórfico y reestrenada en 1959